# Voklo
Voklo este o localitate din comuna Šenčur, Slovenia, cu o populație de 480 de locuitori.